# Outrijve
Outrijve é uma vila e deelgemeente do município belga de Avelgem, província de Flandres Ocidental. Em 2006, tinha 1.154, distribuídos pelos seus 3,24 km².

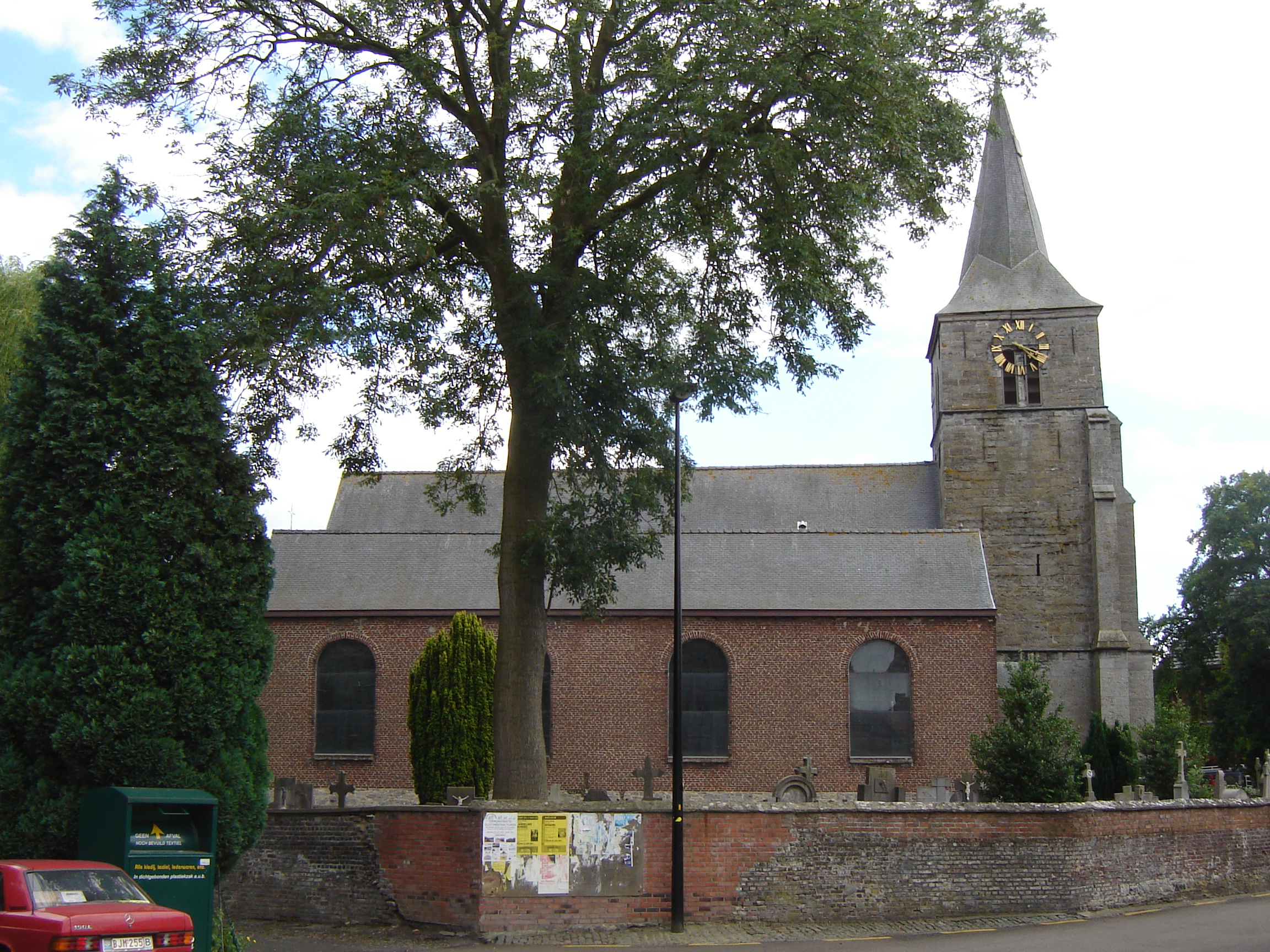
Igreja de São Pedro, em Outrijve

Localização de Outrijve no município de Avelgem.